# Luigi Raimondi
Pour les articles homonymes, voir Raimondi.
Luigi Raimondi, né le 25 octobre 1912 à Acqui Lussito, frazione de la commune d'Acqui Terme, dans la province d'Alexandrie, au Piémont en Italie et mort le 24 juin 1975, est un cardinal italien de la Curie romaine, préfet de la Congrégation pour les causes des saints de 1973 à sa mort.

## Biographie

### Prêtre
Luigi Raimondi est ordonné prêtre le 6 juin 1936 pour le diocèse d'Acqui.

### Évêque
Nommé nonce apostolique en Haïti, avec le titre d'archevêque in partibus de Tarse le 24 décembre 1953, il est consacré le 31 janvier 1954 par le cardinal Adeodato Giovanni Piazza.
Il est ensuite nommé délégué apostolique au Mexique (en) le 15 décembre 1956, puis aux États-Unis le 30 juin 1967.

### Cardinal
Il est créé cardinal par le pape Paul VI lors du consistoire du 5 mars 1973, avec le titre de cardinal-diacre de S. Biagio e Carlo ai Catinari.
Le 21 mars 1973, il est nommé préfet de la Congrégation pour les causes des saints.
Il meurt deux ans plus tard, le 24 juin 1975 à l'âge de 62 ans.

## Succession apostolique
Luigi Raimondi a ordonné les évêques suivants :
- Évêque Richard Lester Guilly, S.I. (1954)
- Archevêque François-Marie-Joseph Poirier (en) (1955)
- Évêque Manuel Talamás Camandari (de) (1957)
- Évêque Fernando Romo Gutiérrez (de) (1958)
- Évêque Salvador Martinez Aguirre, S.I. (1958)
- Évêque Miguel Garcia Franco (de) (1959)
- Évêque José de la Soledad Torres y Castañeda (de) (1960)
- Évêque José de Jesús Sahagún de la Parra (1961)
- Évêque José Esaúl Robles Jiménez (de) (1962)
- Évêque José de Jesús García Ayala (es) (1963)
- Évêque Felipe de Jesús Cueto González (de), O.F.M. (1964)
- Évêque Juan Navarro Ramírez (de) (1965)
- Évêque Manuel Pérez-Gil y González (de) (1966)
- Évêque Antonio Hernández Gallegos (de) (1967)
- Archevêque John Raphael Quinn (1967)
- Évêque Robert Louis Whelan (en), S.I. (1968)
- Évêque Dennis Walter Hickey (en) (1968)
- Archevêque William Donald Borders (1968)
- Évêque John Edgar McCafferty (en) (1968)
- Évêque Maurice John Dingman (en) (1968)
- Évêque Francis Mugavero (en) (1968)
- Évêque Arthur Joseph O'Neill (1968)
- Évêque George Roche Evans (en) (1969)
- Évêque Antanas Louis Deksnys (1969)
- Évêque Michael Francis McAuliffe (en) (1969)
- Évêque Joseph Lloyd Hogan (en) (1969)
- Évêque Francis Raymond Shea (en) (1970)
- Archevêque Patrick Flores (1970)
- Archevêque Felixberto Camacho Flores (de) (1970)
- Évêque Kenneth Joseph Povish (en) (1970)
- Évêque Justin Albert Driscoll (en) (1970)
- Archevêque John Robert Roach (en) (1971)
- Évêque Raymond Alphonse Lucker (en) (1971)
- Évêque Michael Joseph Begley (en) (1972)
- Évêque Joseph Lawson Howze (en) (1973)
- Évêque Bernard J. Ganter (en) (1973)